# Halina Krzyżańska
Halina Krzyżańska z domu Elertowicz (ur. 4 listopada 1937 w Warszawie) – polska lekkoatletka.
Startowała w wielu konkurencjach lekkoatletycznych, ale największe sukcesy odniosła w biegu na 80 metrów przez płotki, skoku w dal i pięcioboju.
Wzięła udział w Mistrzostwach Europy w 1962 w Belgradzie, gdzie dotarła do półfinału biegu na 80 metrów przez płotki, a w skoku w dal odpadła w eliminacjach. 
Była mistrzynią Polski w pięcioboju w 1964 oraz wicemistrzynią w tej samej konkurencji w 1960 i 1967, a także w skoku w dal w 1964. Zdobyła także brązowe medale mistrzostw Polski w pięcioboju w 1957 i 1961, w skoku w dal w 1962, w biegu na 80 metrów przez płotki w 1962 i 1964 oraz w biegu na 100 metrów przez płotki w 1968.
W 1962 ustanowiła rekord Polski na 80 metrów przez płotki (10,8 s). W latach 1962–1964 dziesięć razy startowała w reprezentacji Polski w meczach międzypaństwowych.
Rekordy życiowe:
- Bieg na 100 metrów – 12,1 s
- Bieg na 200 metrów – 25,0 s
- Bieg na 400 metrów – 57,0 s
- Bieg na 80 metrów przez płotki – 10,8 s
- Bieg na 100 metrów przez płotki – 14,0 s
- Skok wzwyż – 1,61 m
- Skok w dal – 6,05 m

Przez większość kariery była zawodniczką LZS Mazowsze. W tym czasie oraz po zakończeniu wyczynowego uprawiania sportu (w 1973) pracowała jako instruktor sportu, nauczyciel wychowania fizycznego, a następnie przez wiele lat była dyrektorem Szkoły Podstawowej nr 12 w Pruszkowie. Odeszła na emeryturę w 1990. W 1991 otrzymała Krzyż Kawalerski Orderu Odrodzenia Polski za pracę pedagogiczną.